# Dentsply Sirona
Dentsply Sirona är ett börsnoterat amerikanskt bolag grundat 1877. Det är verksamt inom medicinteknik, företrädesvis tandvårdsprodukter, med huvudkontor i Charlotte, North Carolina.
Den svenska verksamheten har kontor och produktion i Mölndal (tidigare Astra Tech).